# Страсфогель, Иан
Иан Страсфогель (англ. Ian Strasfogel; род. 5 апреля 1940, Нью-Йорк) — американский оперный режиссёр и продюсер. Сын дирижёра Игнаса Страсфогеля.
Окончил Гарвардский университет. С середины 1960-х гг. работает как режиссёр-постановщик и продюсер оперных спектаклей, преимущественно с музыкой современных композиторов. В 1966 г. поставил на оперной сцене Джульярдской школы «Осуждение Лукулла» Роджера Сешенса. В 1971 г. дебютировал в Городской опере Нью-Йорка. В 1972—1976 гг. главный режиссёр Вашингтонской оперы, поставил американские премьеры опер «Возвращение Улисса на родину» Клаудио Монтеверди и «Сельские Ромео и Джульетта» Фредерика Делиуса. В 1977 г. основал Новый оперный театр при Бруклинской академии музыки.
В 1982 г. поставил сценическую композицию Василия Кандинского «Жёлтый звук» с оригинальной музыкой Фомы Гартмана, реконструированной Гюнтером Шуллером. В 1986 г. поставил «Приключения» и «Новые приключения» Дьёрдя Лигети в рамках фестиваля Нью-Йоркского филармонического оркестра, — по мнению критика П. Дэвиса, именно «любовная отделка каждой детали» в постановке Страсфогеля обеспечили этому представлению успех.
Соавтор (вместе с композитором) либретто к опере Бруно Мадерны «Сатирикон» (1971—1972), основанной на одноимённом романе Петрония и восходящей к их совместным экспериментам-импровизациям в рамках мастер-класса в Тэнглвудском музыкальном центре; Страсфогель же руководил постановкой мировой премьеры «Сатирикона» в Нидерландской опере.